# Droogdok Jan Blanken

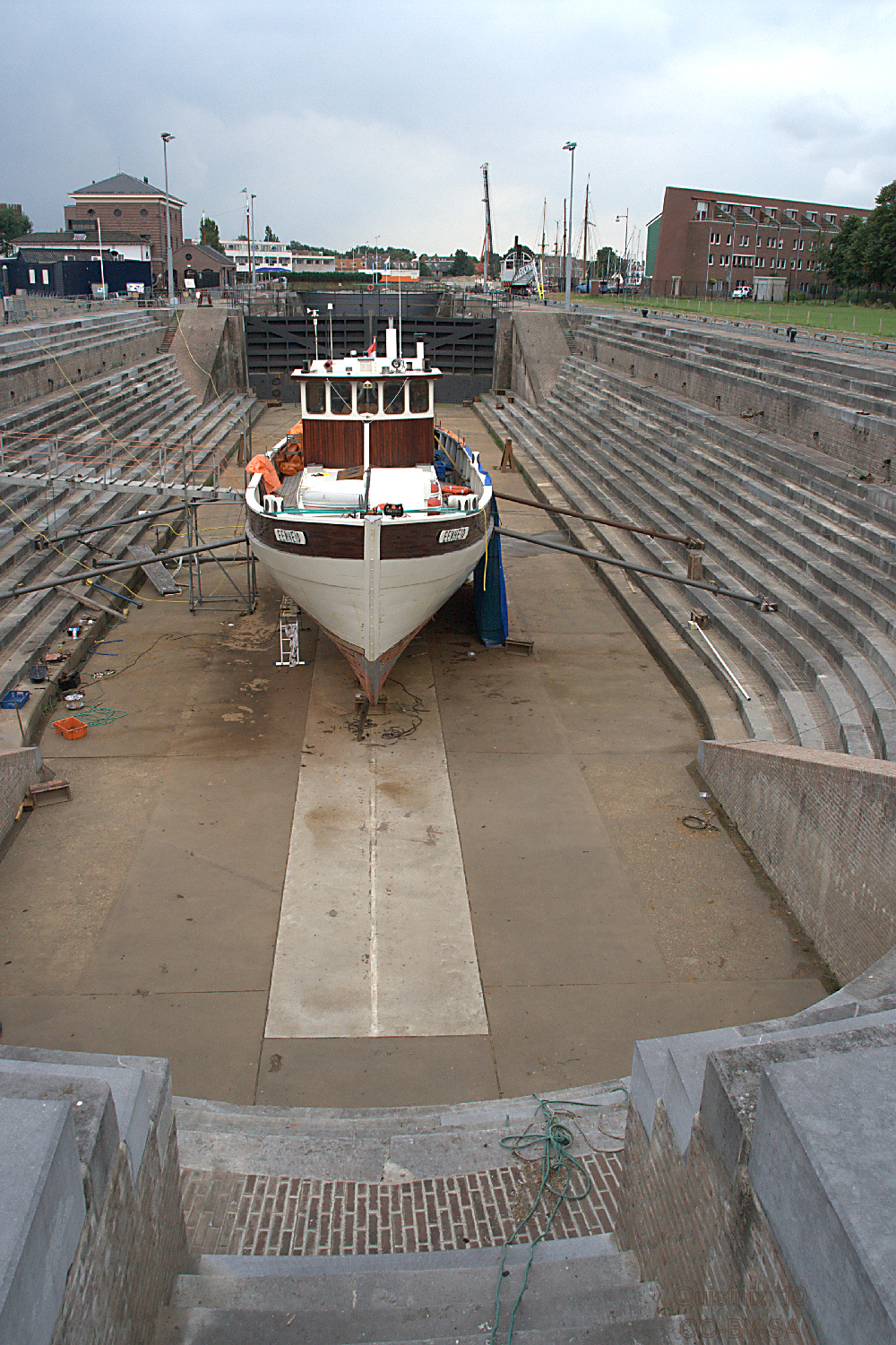
Droogdok Jan Blanken met schip

Het Droogdok Jan Blanken is een droogdok dat tussen 1798 en 1822 onder leiding van Jan Blanken is gebouwd in het Zuid-Hollandse Hellevoetsluis. Het dok is door zijn opbouw uniek in zijn soort. Als cultuurhistorisch maritiem erfgoed is het een rijksmonument. 

## Geschiedenis
Hellevoetsluis was eeuwenlang een marinehaven. De marine had voor de bouw en het onderhoud van schepen behoefte aan een dok. Jan Blanken ontwierp dit dok en maakte daarbij gebruik van nieuwe technieken. Zo werd voor het leegpompen van het dok een stoommachine gekocht bij het bedrijf van James Watt. Deze machine stond in het pomphuis opgesteld, een gebouw dat in de jaren 60 van de 20e eeuw werd gesloopt en dat in 2001 geheel in oude stijl is herbouwd. Het herbergt thans een restaurant. Voor de fundering van het dok werden honderden heipalen geslagen die de vloer als het ware omlaag trekken om te voorkomen dat de bodem van het dok door de druk van het grondwater omhoog komt. De schipdeur, een Franse uitvinding, was geheel nieuw voor Nederland. De oorspronkelijke schipdeur was van hout; in de jaren 80 van de 19e eeuw is deze vervangen door een exemplaar dat bestaat uit geklonken ijzeren platen. Deze deur werkt nog steeds.
Het fregat Euridice was het eerste schip was dat in het droogdok werd gedokt.
Op basis van de goede ervaringen heeft Jan Blanken een tweede en vergelijkbaar droogdok gebouwd op de Rijkswerf Willemsoord in Den Helder. Dit Dok I werd aangelegd tussen 1812 en 1822.
Na het vertrek van de marine uit Hellevoetsluis kwam het droogdok in particuliere handen. Tot in de jaren 1970 van de twintigste eeuw was het dok in bedrijf. In 1972 werd het geregistreerd als rijksmonument. Het in verval geraakte historische bouwwerk werd in 2005 geheel gerestaureerd. In het dok kan daardoor weer onderhoud aan  schepen worden uitgevoerd. Vaak gaat het daarbij om kleine historische schepen.

## Opbouw dok
Het dok bestaat uit twee delen: een deel waarin schepen voor onderhoud worden gevaren en een deel waarin nieuwe schepen gebouwd konden worden. Het laatstgenoemde gedeelte is van het eerstgenoemde gescheiden door twee waterdichte deuren. Het eerstgenoemde staat door middel van een schipdeur in verbinding met de haven. Om schepen in en uit het dok te kunnen varen, laat men het dok eerst vollopen, waarna de met water gevulde schipdeur wordt leeggepompt zodat deze gaat drijven.
De wanden zijn niet recht, maar als een amfitheater trapsgewijs opgebouwd. Op deze manier kunnen alle delen van de kiel van het schip gemakkelijk worden bereikt.

## Foto's

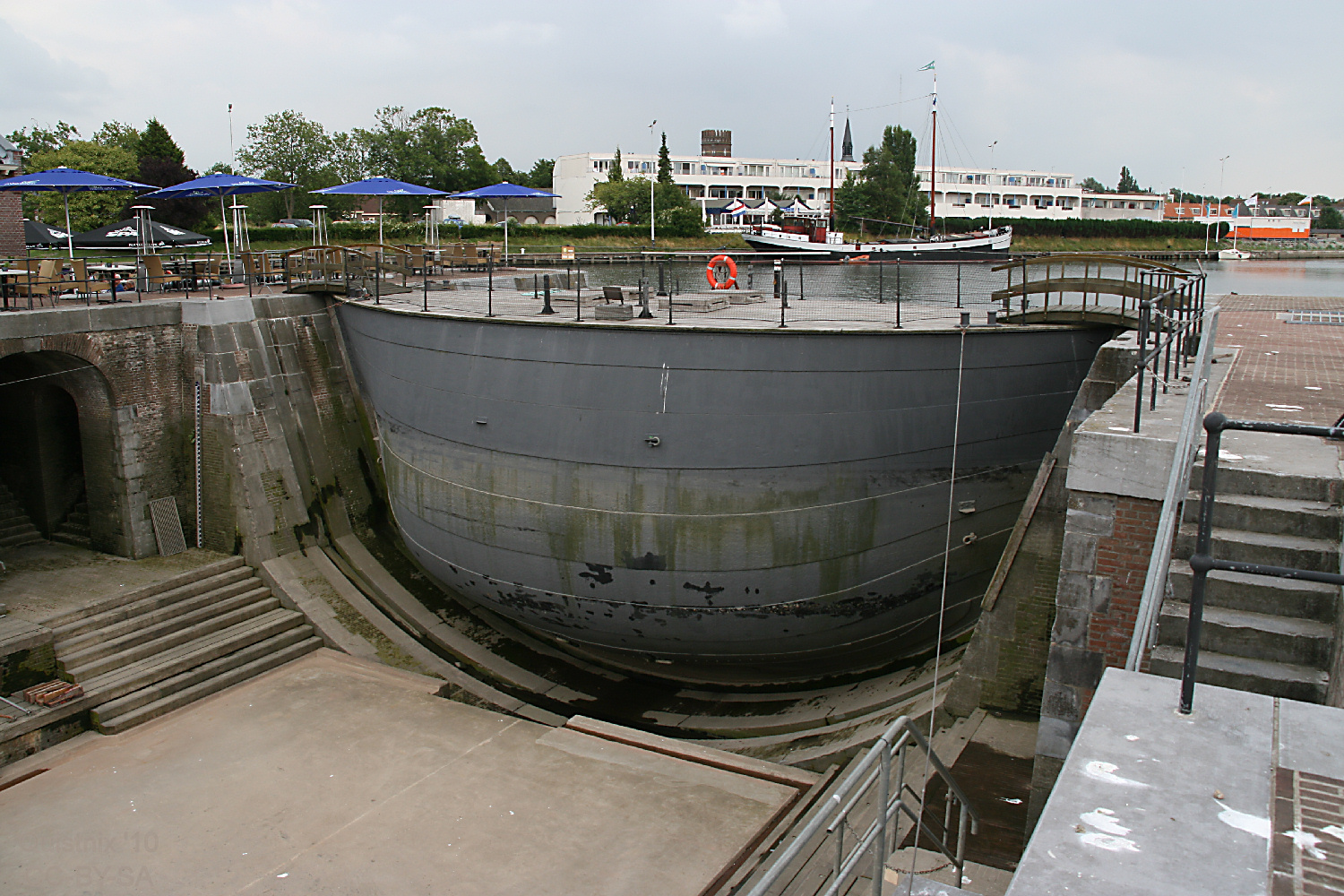
Schipdeur in droog dok
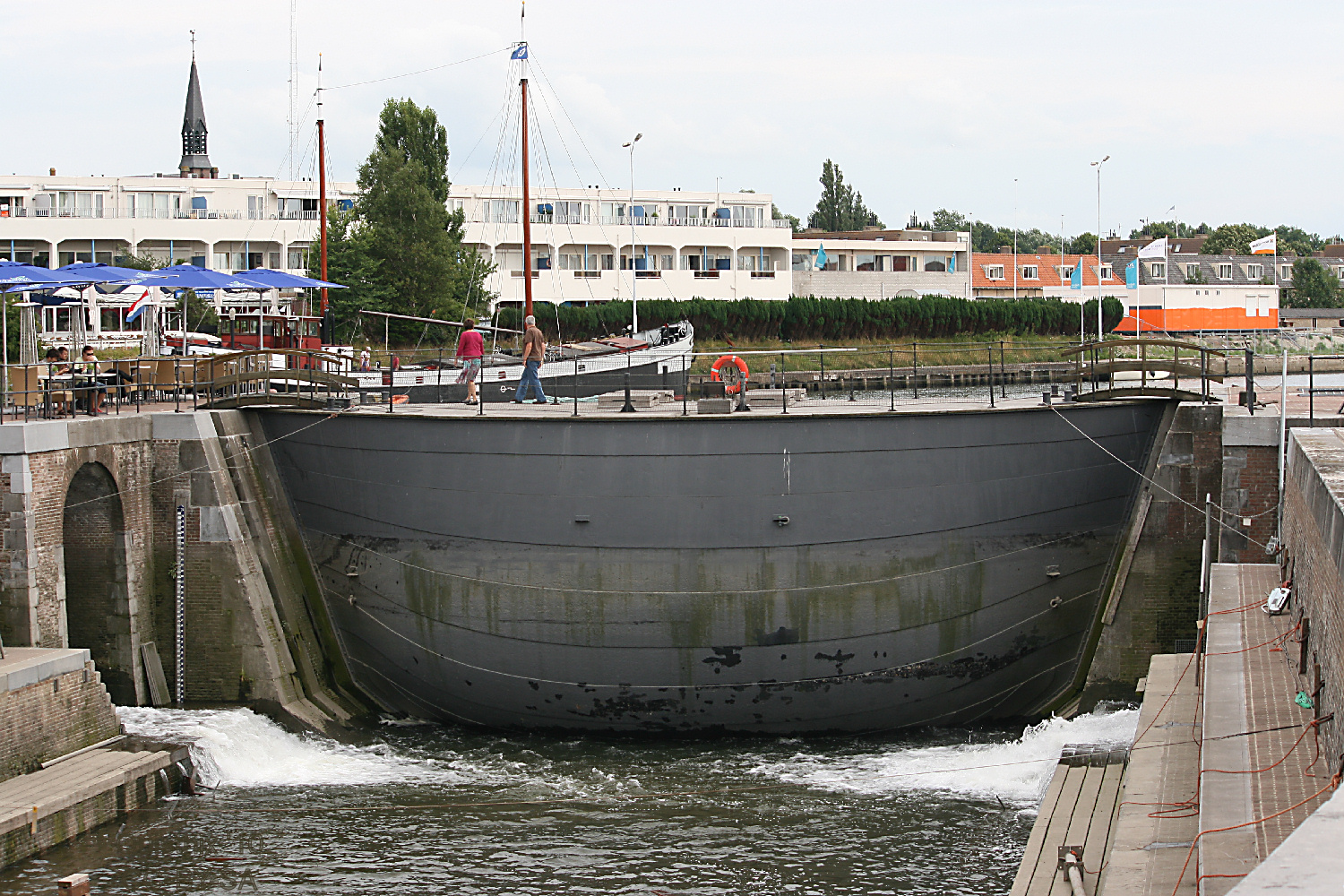
Dok wordt gevuld
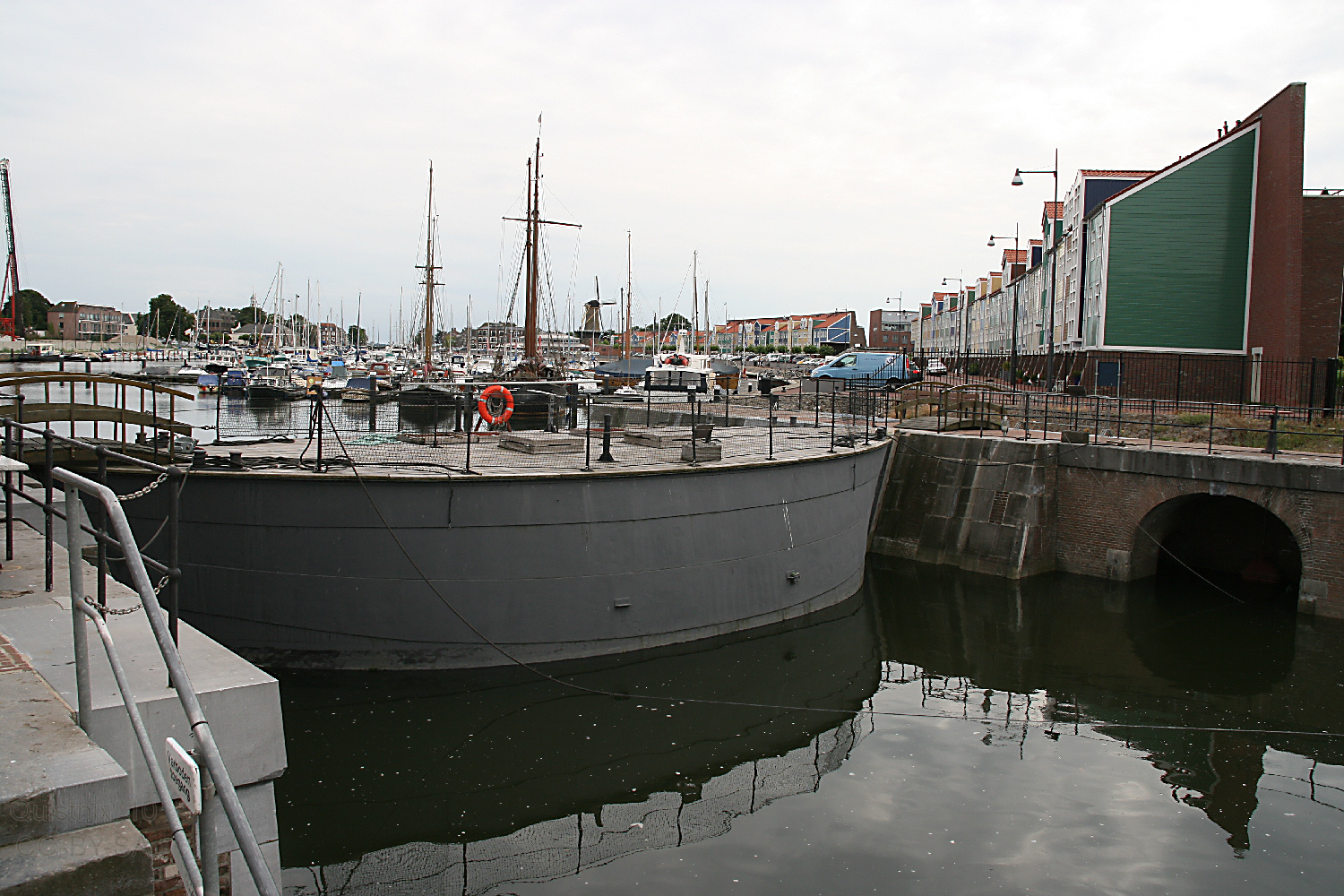
Dok is vol
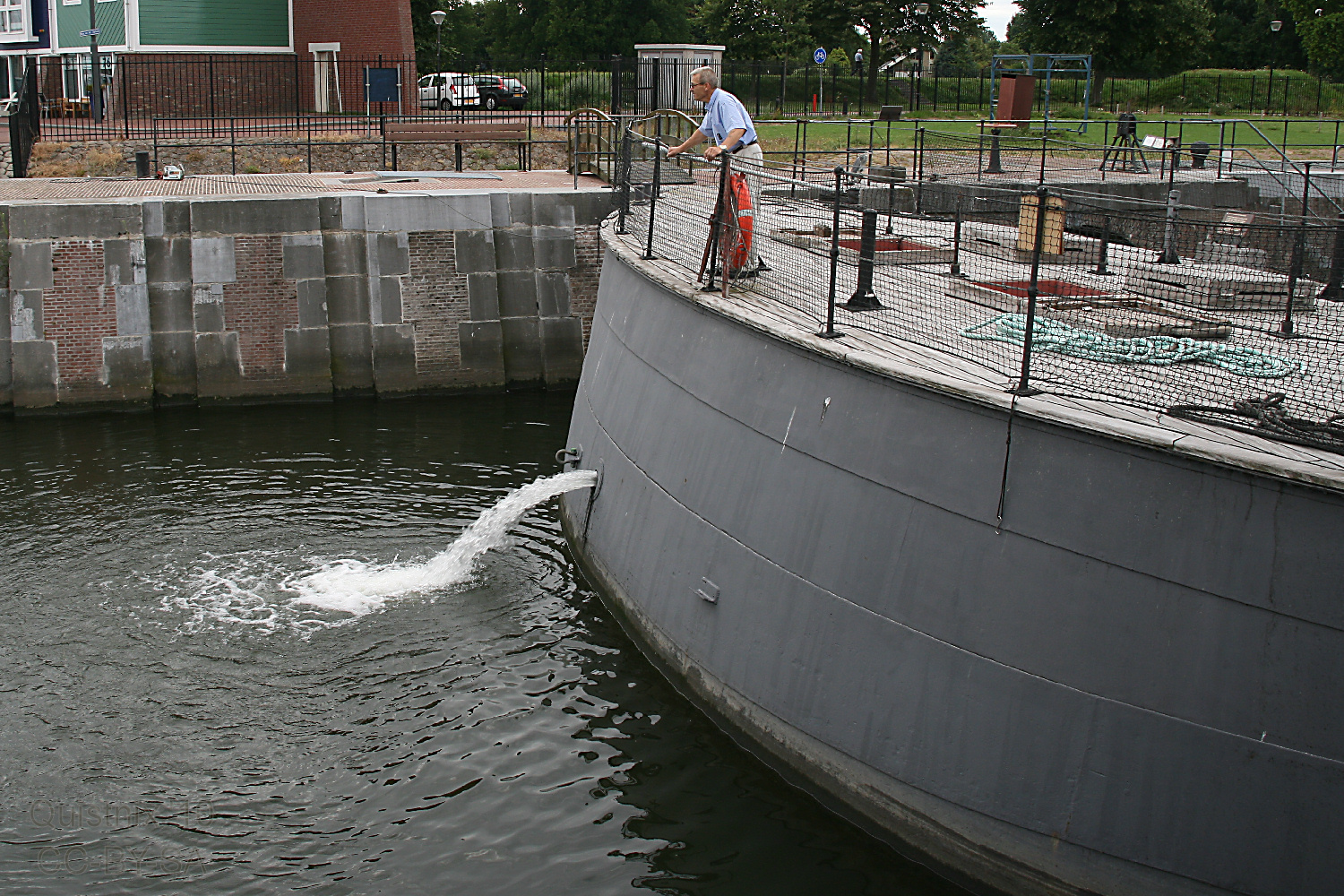
Leegpompen schipdeur
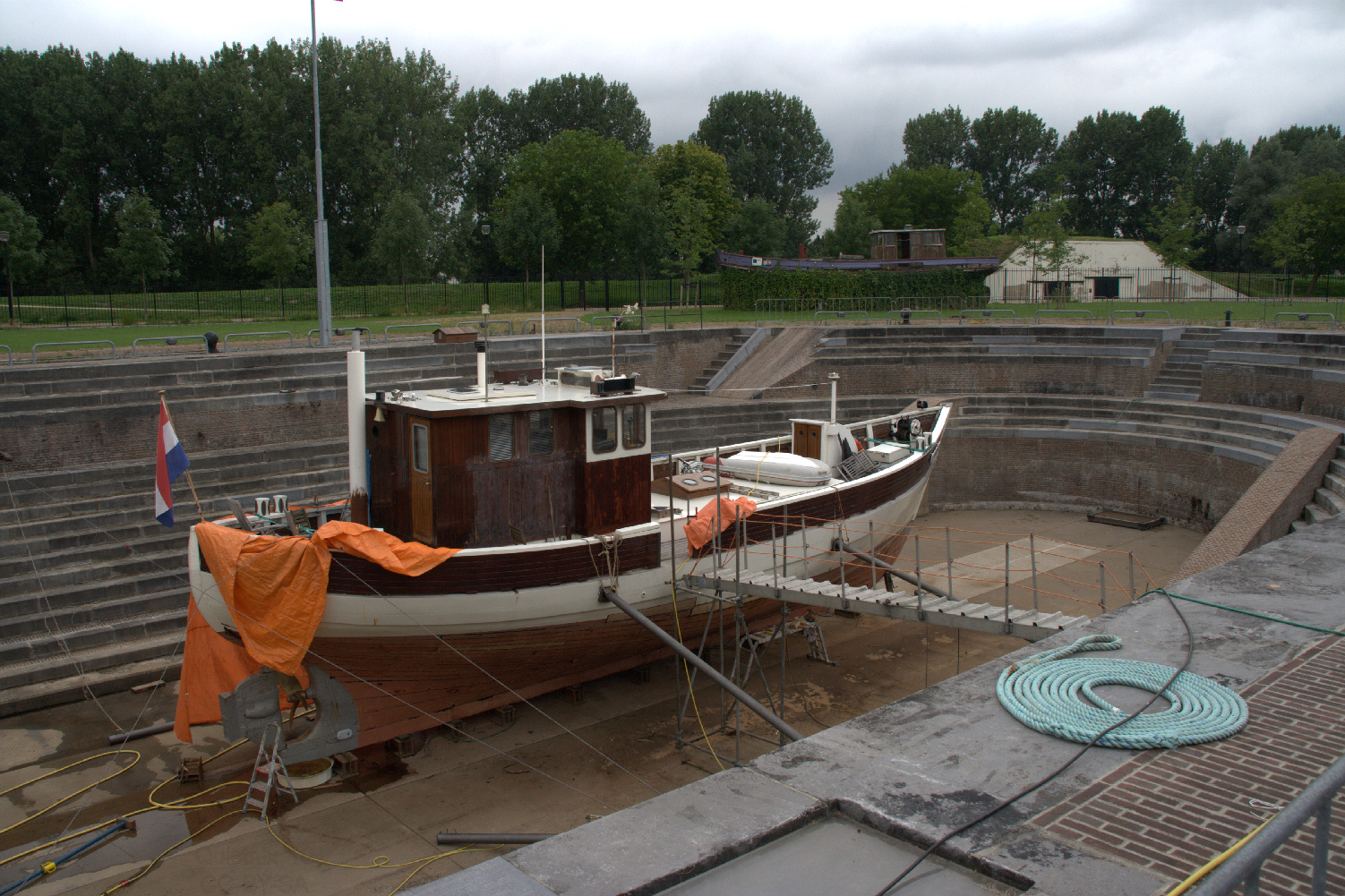
Schip in dok

## Bezoek
De bezoeker kan een rondleiding volgen door de bovenste aquaducten rond het dok. Deze tunnels waren er om het dok leeg te pompen maar worden daar niet meer voor gebruikt. De onderste tunnels zijn nog wel voor dit doel beschikbaar. Op afspraak kan ook een specifiek technische rondleiding worden verzorgd. In het bezoekerscentrum draaien films waarin de geschiedenis van het dok wordt getoond.